# Monte La Torricella
Il Monte La Torricella (2.071 m s.l.m.) è una montagna del gruppo del Sirente-Velino, posta nel territorio del comune di Lucoli (provincia dell'Aquila, Abruzzo). Posta tra il Monte Costone a ovest e il Monte Puzzillo a est, guarda a nord verso il bosco di Cerasuolo (Valle del Morretano e Valle del Campitello), le Montagne della Duchessa a nord-ovest (Punta dell'Uccettù, Monte Morrone e il gruppo montuoso Monte San Rocco-Monte Cava), a sud verso il gruppo del Monte Velino. Fa parte del Gruppo montuoso di Monte Orsello-Monte Puzzillo.